# Liuraninae
Liuraninae – monotypowa podrodzina płazów bezogonowych z rodziny Ceratobatrachidae. 

## Zasięg występowania
Podrodzina obejmuje gatunki występujące w powiecie Mêdog w Tybecie w Chinach oraz w okręgach Siang Zachodni, Subansiri Dolny, Dibang Górny i Dibang Dolny w regionie Arunachal Pradesh w północno-wschodnich Indiach na wysokości od 950 do 4100 m n.p.m.

## Podział systematyczny
Do podrodziny należy jeden rodzaj z następującymi gatunkami:
- Liurana alpina Huang & Ye, 1997
- Liurana himalayana Saikia & Sinha, 2019
- Liurana indica Saikia & Sinha, 2019
- Liurana medogensis Fei, Ye & Huang, 1997
- Liurana minuta Saikia & Sinha, 2019
- Liurana vallecula Jiang, Wang, Wang, Li & Che, 2019
- Liurana xizangensis (Hu, 1977)